# K-Multimedia Player
K-Multimedia Player (The KMPlayer, KMPlayer or KMP) は、パンドラTVが開発したマルチメディアプレイヤー。

## 概要
動画再生だけではなく、winampプラグインに対応する音声ファイル、キャプチャ、音声リピート、多言語対応、果ては字幕編集や動画抽出などの機能を盛り込んだプレイヤーを目指して開発が進められた。K-Multimediaとは、原作者の「姜」から取られた名前である。
当初は、バグやフリーズが多く実用に適さないソフトウェアであったが、次第に成長し、最も多くのユーザーに使われるプレイヤーになった。しかし、開発の頂点でパンドラTVが買収を発表。作者の姜はこの判断を嫌い後継のPotPlayerへ開発を移し、現在のK-Multimediaプレイヤーはパンドラ社内で開発が進められている。しかし、作者の姜でも手に負えなかったバグは、直らなかった。
ほとんどプレイヤーとしての進歩は止まっており、微調整が細々と行われているのみの時期すらあったが、2011年前後に開発陣が一新されスキンが完全にリニューアルされるなどの改良が行われている。
アドウェアが同梱されているため使用には注意が必要である。

## バグ
長年の指摘として、「時計表示が正常に作動しない」ことがあげられているが、原因は不明のままである。